# Прасун
Прасу́н (васи-вари, прасуни) е един от нуристанските езици в Афганистан, той е майчин за племената васи, населяващи няколко села в долината на река Прасун. На него говорят около 2000 души. Той е най-изолираният от нуристанските езици.